# Probabilidade de frequência
Probabilidade de frequência é a interpretação da probabilidade que define a probabilidade de um evento como o limite da frequência relativa num grande número de tentativas.